# 15577 Gywilliams
15577 Gywilliams eller 2000 GN68 är en asteroid i huvudbältet som upptäcktes den 5 april 2000 av LINEAR i Socorro County, New Mexico. Den är uppkallad efter Genevieve Y. Williams.
Asteroiden har en diameter på ungefär 2 kilometer.